# Orit Gadiesh

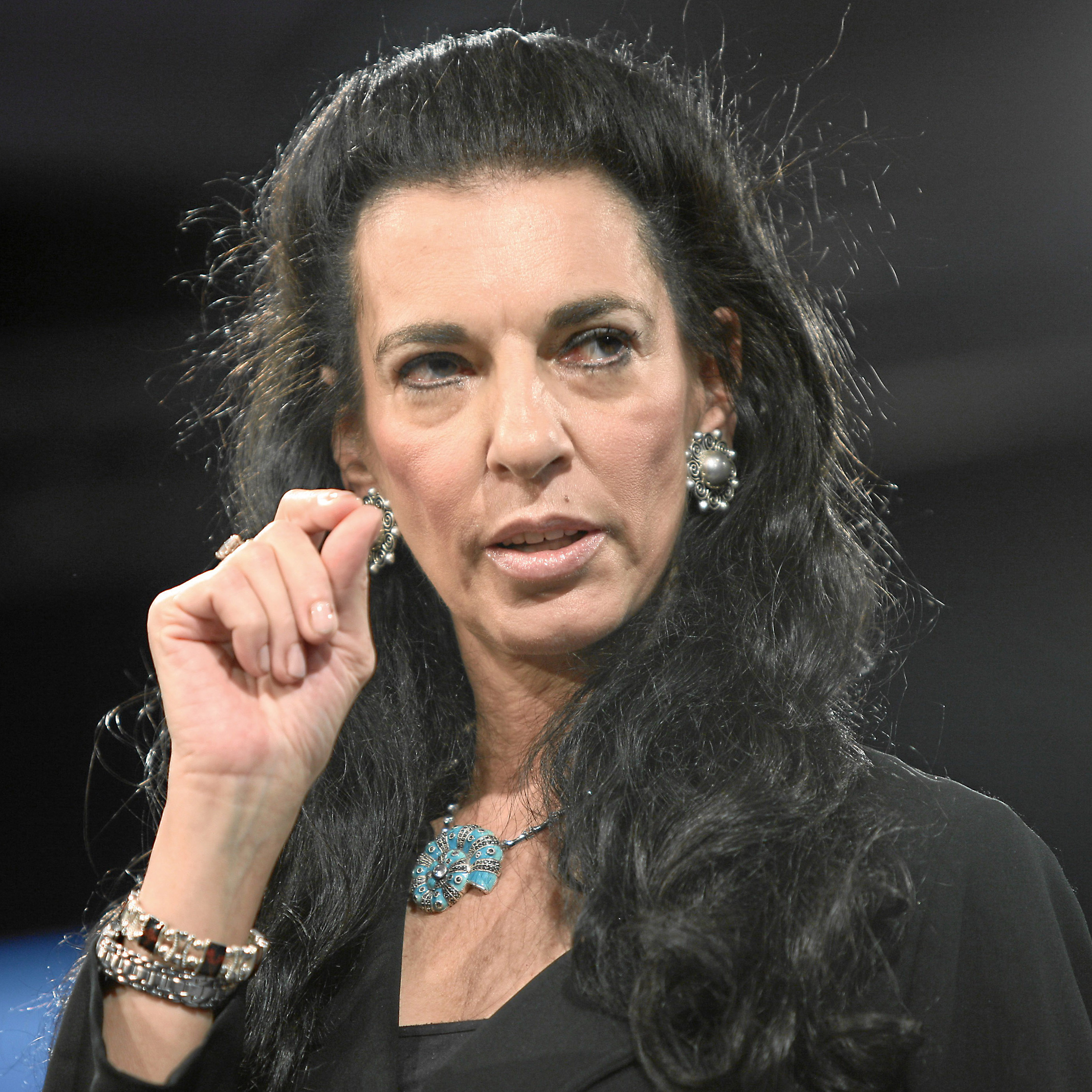
Gadiesh während des WEFs 2010

Orit Gadiesh (* 1951 in Haifa, Israel) ist eine US-amerikanisch-israelische Managerin und Chairman der Unternehmensberatung Bain & Company.

## Karriere
Orit Grünfeld ist eine Tochter des 1935 aus dem Deutschen Reich geflohenen Falk Grünfeld und der Pnina Margalit, die Familie nannte sich seit 1952 Gadiesh.
Mit 17 Jahren beendete Orit Gadiesh ihre Schulausbildung und begann ihren Wehrdienst in der israelischen Armee. 
Im Anschluss absolvierte sie ein Studium der Psychologie an der Hebräischen Universität in Jerusalem, danach ein Studium zur Städteplanerin. Nach ihrem Masterabschluss promovierte sie. Danach ging sie, von einem Freund inspiriert, in die USA, studierte an der Harvard Business School und schloss ihr Studium zum Master of Business Administration als eine der besten Absolventen ab. Für ihren Studienabschluss wurde sie mit dem Brown-Preis ausgezeichnet.
1977 ging sie zu der Unternehmensberatung Bain & Company und wurde dort 1993 Chairman.

## Privat
Gadiesh lebt kinderlos in Paris und Boston. Verheiratet ist sie mit einem Schriftsteller.

## Besonderes
Seit 2004 wurde sie im Forbes Magazine viermal unter den einhundert mächtigsten Frauen genannt.